# Тошіо Хірано
Тошіо Хірано (17 квітня 1947 , Осака ) — японський імунолог і академік, відомий відкриттям інтерлейкіна-6
.
З серпня 2011 року був 17-м президентом Осакського університету.

## Біографія
- 1972: закінчив Вищу медичну школу Осакського університету[3]
- 1980: доцент медичного факультету Університету Кумамото[3]
- 1984: доцент Інституту молекулярної та клітинної біології Університету Осаки[3]
- 1989: професор того ж університету[3]
- 2004: декан Вищої школи біологічних наук Осакського університету[3]
- 2008: декан Вищої школи медичних наук Осакського університету[3]
- серпень 2011: 17-й президент Осакського університету[4].

## Нагороди та визнання
- 1986: премія Ервіна фон Бальца (Японія)
- 1990: премія CIBA-GEIGY з ревматизму (Японія)
- 1992: премія Сандоса з імунології
- 1997: премія Осаки з науки[ja]
- 1998: меморіальна премія Мочіда (Японія)
- 1981-98, 2000: Нагорода лауреата цитування ISI (Японія)
- 2004: премія Фудзіхара[ja], Фудзивара[en]
- 2005: Медична премія Японської медичної асоціації, Японська медична асоціація[en]
- 2006: Медаль Пошани з пурпуровою стрічкою, квітень
- 2009: Премія Крафорда з поліартриту
- 2011: Премія Японії за відкриття інтерлейкіну-6
- 2021: Clarivate Citation Laureates